# Aristide Brixhe
Aristide Antoine Brixhe (Luik, 4 juni 1800 - Elsene, 17 februari 1863) was een Belgisch volksvertegenwoordiger.

## Levensloop
Brixhe was een zoon van Jean Guillaume Brixhe (1758-1807) en van Anne Petit. Hij trouwde met Pauline Ruchoux. Zijn vader was revolutionair in 1789 bij de opstand in het prinsbisdom Luik, was een aanhanger van de Franse Revolutie na de aanhechting bij Frankrijk, was lid van de 'Conseil des Cinq Cents' en werd opzij geschoven onder het Consulaat.
Aristide Brixhe studeerde af als mijningenieur aan de ingenieursschool van de Rijksuniversiteit Luik en werd ingenieur bij de mijnenadministratie van het district Charleroi (1825-1830). In 1830 werd hij mijningenieur eerste klas.
Hij nam actief deel aan de Belgische Revolutiedagen van september 1830. Hij werd lid van het veiligheidscomité in Charleroi en het Voorlopig Bewind benoemde hem tot commissaris voor dit district. Dit werd bestendigd door zijn benoeming tot arrondissementscommissaris voor Charleroi (1830-1847).
Hij gaf vervolgens de ambtelijke carrière op om in de industrie actief te worden, hoofdzakelijk als bestuurder van koolmijnen:
- Charbonnages de Lodelinsart (directeur),
- Charbonnages du Carabinier (bestuurder),
- Charbonnages Grand-Conti et Spinois (bestuurder),
- Charbonnages Réunis de Charleroi (commissaris),
- Chemin de Fer Charleroi - Louvain (commissaris),
- Hauts-Fourneaux de Marcinelle et Couillet (aandeelhouder).

In 1833 werd hij verkozen tot liberaal volksvertegenwoordiger voor het arrondissement Charleroi, tot in 1835. Hij werd opnieuw verkozen tot volksvertegenwoordiger van 1852 tot 1857.
Brixhe was lid van een vrijmetselaarsloge.